# Вячеслав (хутор)
Вячесла́в — хутор в Милютинском районе Ростовской области России.
Входит в состав Селивановского сельского поселения.

## История
Образован в 1967 году путем объединения хуторов Верхне-Вячеслав и Нижне-Вячеслав.

## Население
| 2010 |
| ---- |
| 114  |

## Улицы
- ул. Верхний Вячеслав,
- ул. Вячеславов,
- ул. Горелова,
- ул. Дорожная,
- ул. Степная,
- ул. Хуторская,
- пер. Тупиковый.